# Antonia la Mayor

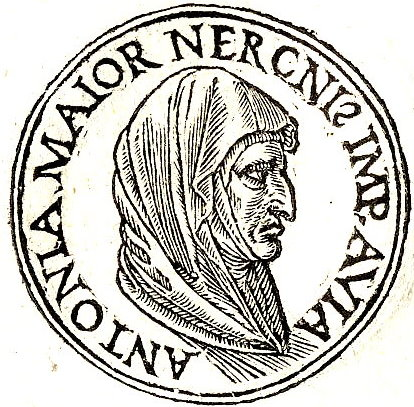
Medalla de Antonia la Mayor del Promptuarii iconum insigniorum de Guillaume Rouille (1553)

Árbol genealógico

Antonia la Mayor (en latín, Antonia Maior) fue una dama romana del siglo I a. C. y siglo I d. C., hija mayor de Marco Antonio y Octavia la Menor y sobrina del emperador Augusto.

## Biografía
Antonia nació en Atenas en 39 a. C. En 36 a. C., junto con su madre y sus hermanos, se instaló en Roma. Fue educada por su madre, su tío y su tía Livia Drusila. Según Dión Casio, tras la muerte de su padre, su tío les permitió a ellas y a su hermana Antonia la Menor heredar la fortuna de su padre.
Se sabe poco de su vida, aunque al igual que su hermana, se la tuvo en muy alta estima en Roma. Su hermana, madre del emperador Claudio, fue célebre por su belleza y virtud.
Alrededor de 26 a. C. Antonia se casó con Lucio Domicio Enobarbo, cónsul en 16 a. C. Fruto de este matrimonio nacieron:
- Domicia. — Contrajo matrimonio con el senador y cónsul Décimo Haterio Agripa y le dio un hijo llamado Quinto Haterio Antonino. Agripa murió en 32. Su segundo marido fue Cayo Salustio Crispo Pasieno, cónsul sufecto en 27, procónsul de Asia en 44.

- Cneo Domicio Enobarbo.[3] — Se casó con su sobrina segunda Agripina la Menor. Fruto de este matrimonio nació el emperador Nerón.

- Domicia Lépida. — Se casó primero con su primo, el cónsul Marco Valerio Mesala Barbado, al que dio una hija, la emperatriz romana Valeria Mesalina. Tras la muerte de su primer esposo se casó con Fausto Cornelio Sila, cónsul sufecto en 31. Fruto de este matrimonio nació Fausto Cornelio Sila Félix, cónsul en 52. A principios del reinado de Claudio, se casó con Cayo Apio Junio Silano, cónsul en 28. Junio Silano fue asesinado en 42.

En el Ara Pacis aparecen Cneo Domicio Enobarbo y su hermana mayor Domicia. La mujer que aparece detrás de ellos es Antonia la Mayor y el hombre al lado de Antonia es su esposo Lucio Domicio Enobarbo.
Antonia murió antes de 25.